# Sára-Teodora
Sára-Teodora nebo Sára, Teodora byla bulharská carevna za druhé bulharské říše a druhá manželka bulharského cara Ivana Alexandra (vládl 1331–1371).

## Životopis
Zdroje se shodují na tom, že byla židovského původu a žila se svou rodinou v židovské čtvrti v Tarnově. Ivan Alexandr se rozvedl se svou dlouholetou manželkou Theodorou Valašskou, která byla nucena stát se jeptiškou, a Sára konvertovala k východnímu pravoslaví, přijala rovněž jméno Theodora a brzy se stala carovou druhou chotí. Jejich sňatek se uskutečnil koncem 40. let 13. století.
Cář Alexander, neznámo při jaké příležitosti, tak dojat jest krásou jedné dívky
židovské, že si umínil stůj co stůj za manželku ji pojmouti. V cestě mu stála zákonitá choť, cářice Theodora, dcera knížete rumunského. I musela nádheru palácův Trnovských zaměniti s životem klášterským, přijavši na sebe „mnišskyj angelskyj obraz" a jméno Theofana. Židovce udělena svátost křtu a jméno Theodora, načež co „novoprosvěštena carica" oddána s Alexandrem. Památky starobulharské o ni zaznamenaly, že ačkoli byla „roda Jevrejska“, víru čistou měla, kostely mnohé obnovila a kláštery rozličné založila. A po smrti pěla se ji v kostelích „věčnaja pamet“. Židé v Bulharsku, spoléhajíce se na přímluvy její, nesnesitedlnými se však stali pravoslavným, žijíce ne jako rabové, ale jako boljaři.
Konstantin Josef Jireček, Dějiny národa bulharského, vydal Bedřich Tempský, 1876
Nová carevna byla proslulá svou tvrdou podporou nového náboženství, východního pravoslaví. Byla jednou z iniciátorek církevního koncilu proti Židům. Obnovila mnoho chrámů a postavila mnoho klášterů, a to byl důvod, proč si jí Bulharská pravoslavná církev tak vážila.
Není pochyb o tom, že Theodora sehrála významnou roli při rozdělení bulharské říše mezi svého prvorozeného syna Ivana Šišmana a Ivana Sracimira, jediného přeživšího syna bývalé carevny. Protože Ivan Šišman byl prvním synem, který se narodil Ivanu Alexandrovi po jeho nástupu na trůn ("narozený v purpuru"), trvala Theodora na tom, že on jediný je hoden koruny. Ivan Šišman byl svým otcem korunován na spoluvladaře a ten za to svého staršího syna jmenoval vidinským despotou. Po smrti Ivana Alexandra v roce 1371 se Ivan Šišman stal carem a Ivan Sracimir prohlásil Vidin za samostatnou říši. Od této chvíle vztahy mezi oběma bulharskými říšemi ochladly a zůstaly takové i přes hrozbu blížící se osmanské invaze.
Datum carevniny smrti není známo, i když někteří historici předpokládají, že zemřela kolem roku 1380.
Jedním z nejznámějších klášterů v okolí Tarnova je klášter Proměnění Páně (Preobraženský klášter), který byl založen v 11. století jako součást Vatopedi monastýru na hoře Athos. V roce 1360 se klášter osamostatnil za vydatné finanční pomoci carevny Sáry Theodory a jejího syna Ivana Šišmana a nazývá se proto také někdy Sářin nebo Šišmanův monastýr.Klášter je znám svými malbami od mistra Zachari Zografa.

## Rodina
Caru Ivanu Alexandrovi a carevně Theodoře se narodily děti:
- Kera Tamara
- Kera Maria
- Ivan Šišman
- Ivan Asen
- Desislava
- Vasilisa